# Negrești
Negrești is een stad (oraș) in het Roemeense district Vaslui. De stad telt 9921 inwoners (2002).